# Terebella lapidaria
Terebella lapidaria är en ringmaskart som beskrevs av Carl von Linné 1767. Terebella lapidaria ingår i släktet Terebella och familjen Terebellidae. Arten har ej påträffats i Sverige. Utöver nominatformen finns också underarten T. l. juanensis.